# Nina Zulić
Nina Zulić (n. 4 decembrie 1995, în Ljubljana) este o handbalistă din Slovenia care evoluează pe postul de centru pentru clubul românesc CS Gloria 2018 Bistrița-Năsăud și echipa națională a Sloveniei. Anterior ea a evoluat pentru Krim Mercator Ljubljana între 2012 și 2020, cu excepția perioadei februarie 2016-ianuarie 2017, când a fost împrumutată la ŽRK Mlinotest Ajdovščina și Kastamonu Belediyesi GSK din 2020 până în decembrie 2021.
Zulič a evoluat pentru naționala de handbal feminin a Sloveniei la Campionatele Mondiale din 2017, 2019 și 2021 și la Campionatele Europene din 2016, 2018, 2020 și 2022.

## Palmares
- Liga Campionilor:
  - Semifinalistă: 2013
  - Grupe principale: 2014, 2015, 2017, 2018, 2019, 2020
  - Grupe: 2016, 2022

- Cupa Cupelor:
  - Semifinalistă: 2016

- Liga Europeană:
  - Grupe: 2021

- Cupa Challenge:
  - Optimi: 2017

- Campionatul Sloveniei:
  -  Câștigătoare: 2013, 2014, 2015, 2017, 2018, 2019, 2020

- Campionatul Turciei:
  -  Câștigătoare: 2021

- Cupa Sloveniei:
  -  Câștigătoare: 2013, 2014, 2015, 2016, 2017, 2018, 2019

- Cupa Turciei:
  -  Câștigătoare: 2021

- Supercupa Turciei:
  -  Câștigătoare: 2021